# Воздвиженка (аеродром)
Воздвиженка (також відома як Уссурійськ і до 1960-х Ворошилов) — військовий аеродром у Приморському краї, розташований неподалік від села Воздвиженка. До 2009 року тут була база дислокації 444-го важкого бомбардувального авіаційного полку. Зараз на аеродромі базується авіаційна комендатура авіабази Хурба та 322-й авіаційно-ремонтний завод.

## Історія
Аеродром Воздвиженка почав свою роботу ще у 1932, це був перший аеродром у Приморському краї. 
В цьому ж році на аеродром було передислоковано з Підмосков'я 51-ту важку бомбардувальну авіаційну ескадрилью на літаках ТБ-1.
18 квітня 1942 року тут приземлився Boeing B-25 капітана Йорка (серійний номер 40-2242) після участі в рейді Дуліттл. Це був єдиним з 16 запущених B-25, який зумів долетіти до аеродрома союзників. Літак було конфісковано, а його екіпаж інтернований і допитаний тодішнім командиром бази полковником Ковальовим. Наступного ранку їх вивезли з бази. 
Ця база була призначена для Тихоокеанського важкого бомбардувального флоту далекого радіусу дії, тут раніше дислокувалися:
- 523-й Оршанський орденів Суворова і Кутузова і Олександра Невського авіаційний винищувально-бомбардувальний полк (АПІБ), 303-я авіаційна дивізія, оснащена літаками Су-17. У вересні–жовтні 1994 року полк розформовано [6]
- 444-й Берлінський ордена Кутузова 3-го ступеня і Олександра Невського важкий бомбардувальний авіаційний полк 326-ї важкої бомбардувальної авіаційної дивізії 37-ї повітряної армії(розформований у 2009 році).

Близько 9 кілометрів на північ від бази знаходиться ремонтно-технічна база, яка використовувалася для обслуговування, зберігання та складання ядерної зброї. Підрозділ все ще діє, незважаючи на те, що база бомбардувальників закрита. У згадках про військову частину 23477 (в/ч 23477) згадується приписка до «Гарнізону Воздвиженка-2»; ймовірно, це відгалуження колишньої авіабази Воздвиженка. в/ч 23477 входить до складу 12-го Головного управління Міністерства оборони Росії, управління яке відповідає за сховища ядерної зброї. 

### 444-й важкий бомбардувальний авіаційний полк
444-й дальній бомбардувальний авіаційний полк був сформований в липні 1941 у Хабаровську. Полк брав участь у війні з Японією 1945 року, потім був перебазований у Північну Корею, де перебував на аеродромі Ханко-2  до 1948.
Після повернення з Північної Кореї полк базувався Поздєєвці, Амурська область, з липня 1948 по 1953 рік.  У 1953 році 444-й полк перемістився на аеродром Воздвиженка. Він експлуатував Туполєв Ту-4 з вересня 1951 по 1957, а з того часу до 1991 Ту-16. 
Станом на 1991 рік 444-й ВБАП входив до складу 55-ї бомбардувальної авіаційної дивізії 30-ї повітряної армії, на озброєнні були літаки Ту-16К. 
У 2009 році в рамках масштабної реорганізації ВПС 444-й полк був розформований, частина літаків була передана на авіабазу Біла, а частина була розкомплектована (з вилученими двигунами, обладнанням, з пробоїнами у фюзеляжі). Станом на 2012 рік стратегічних бомбардувальників у Приморському краї більше немає; найближчою авіабазою дальньої авіації зараз є авіабаза в «Українка».